# Santa Maria in Vado
Santa Maria in Vado je katolický kostel ve Ferraře v Itálii. Pochází z desátého století, byl vybudován na paměť velikonočního zázraku. O Velikonocích roku 1171 zde z hostie během svěcení vytryskla krev a z kostela se stalo poutní místo. Rekonstrukce kostela byla zahájena v roce 1495 pod záštitou Ercole de' Roberti na základě návrhů architekta Biagio Rossetti. V kostele jsou díla malířů: Carlo Bononi, Camillo Filippi, Prospero Fontana, Giuseppe Antonio Ghedini a Domenico Mona.

Santa Maria in Vado
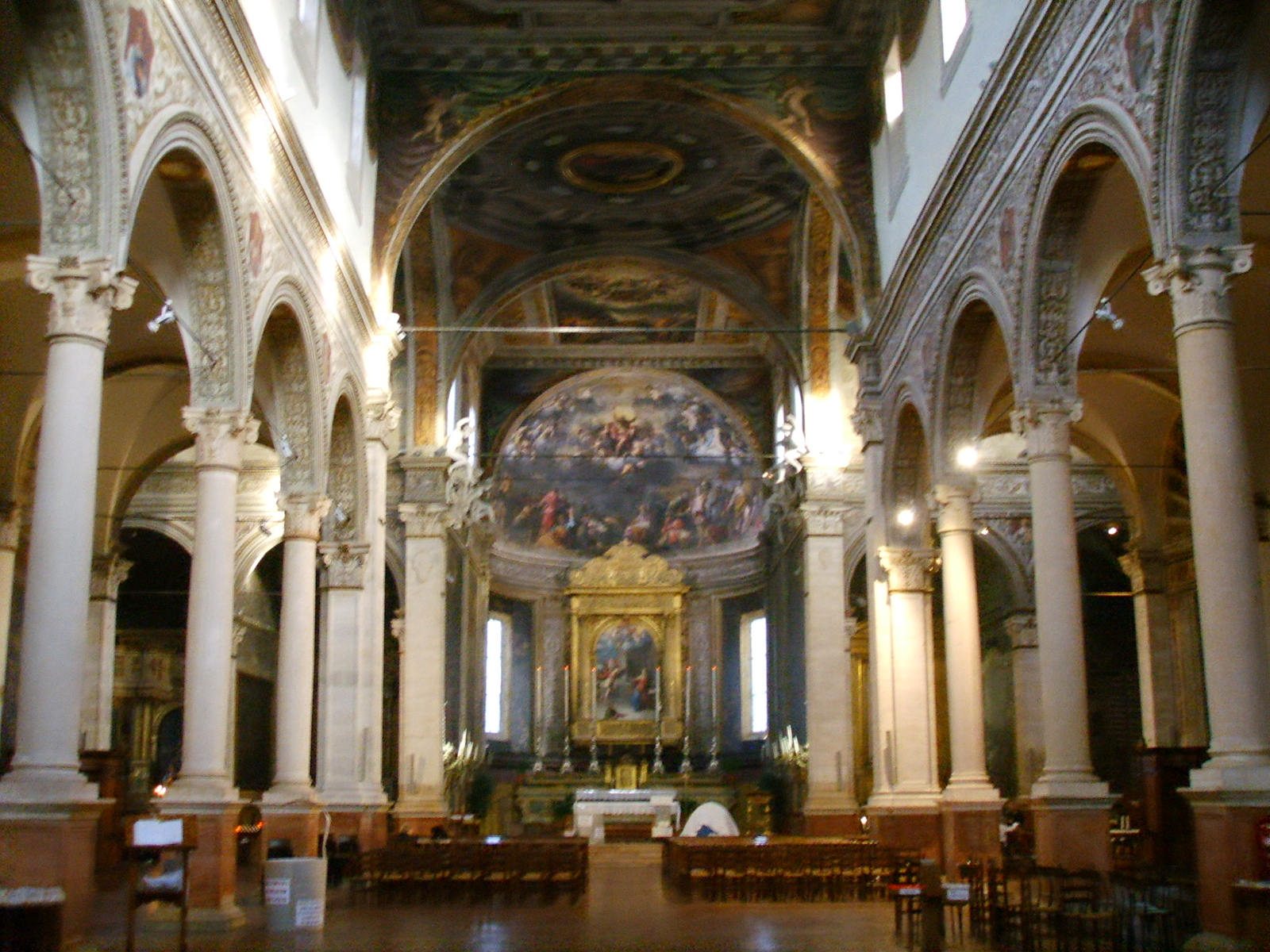
Interiér
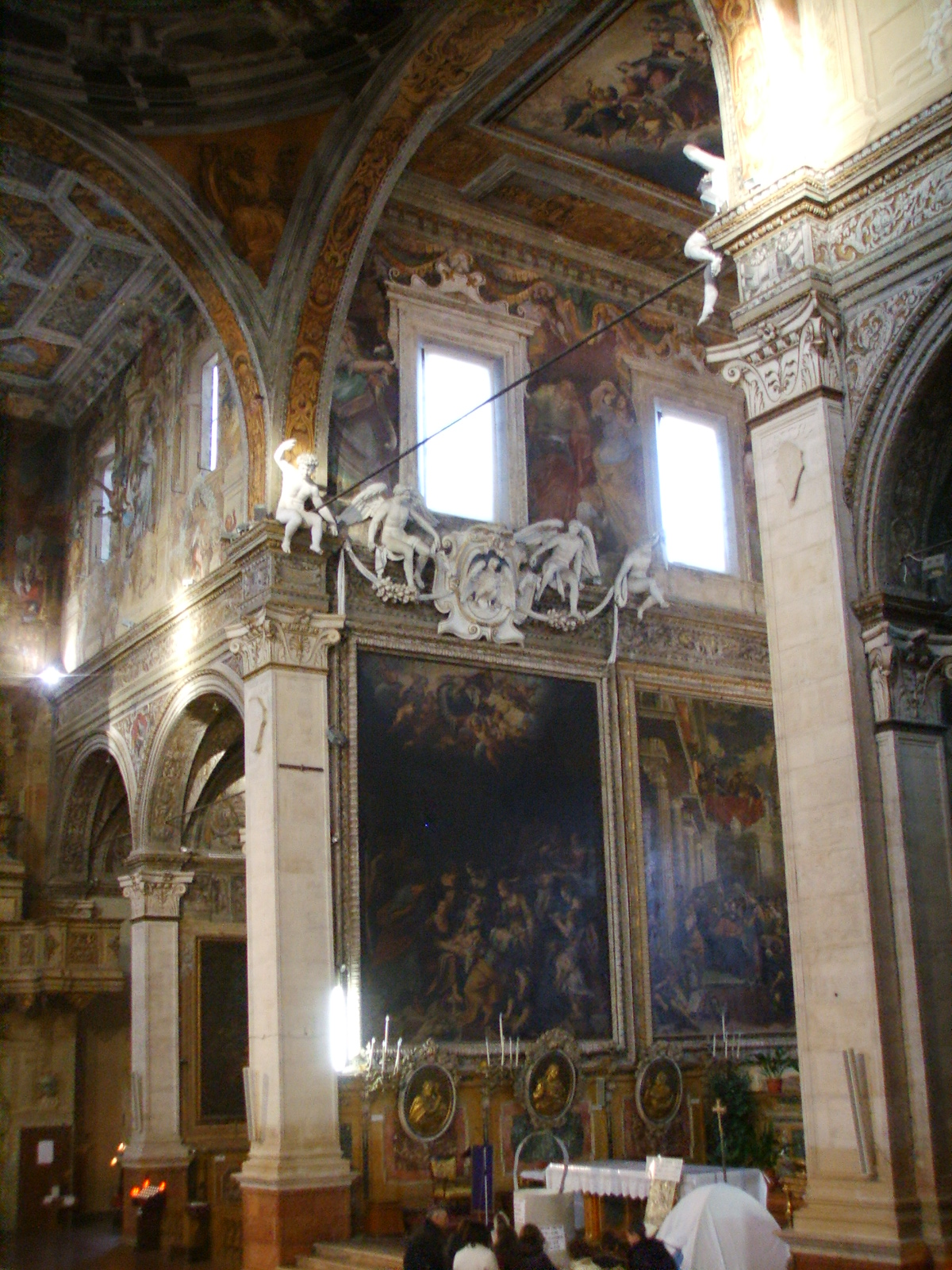
Hlavní oltář
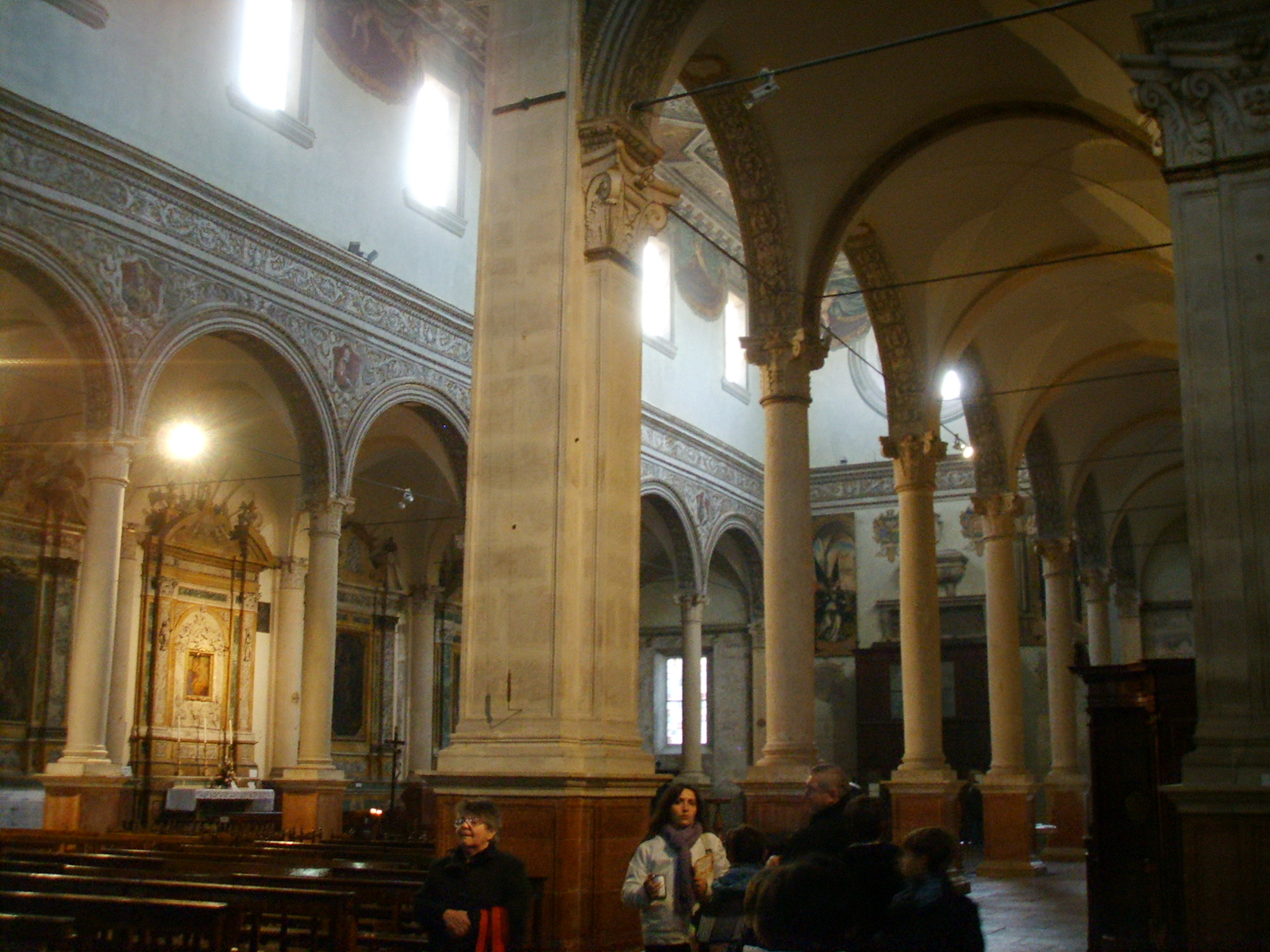
Interiér
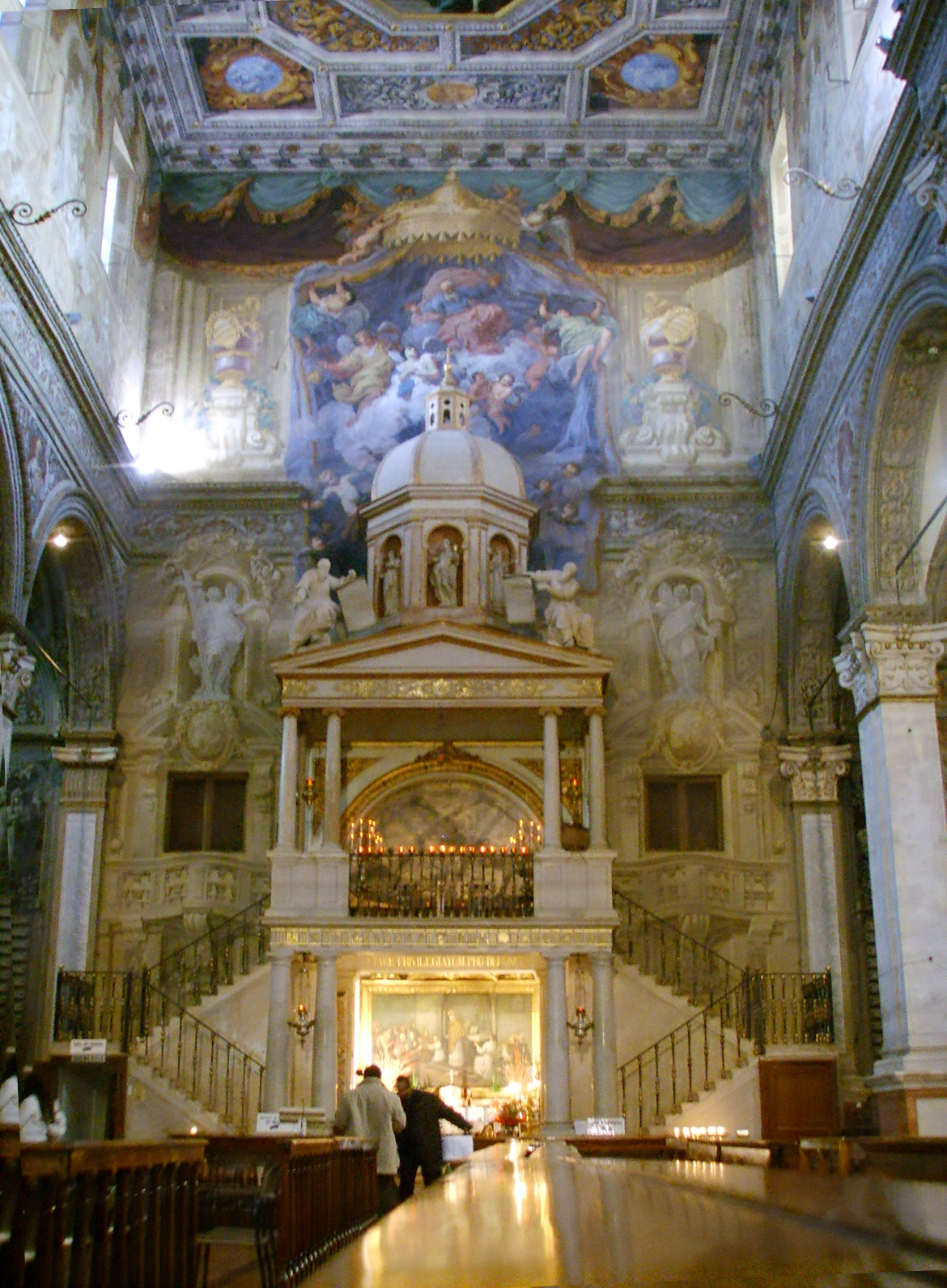
Svatyně Svaté krve